# 齊康郡
齐康郡，中国南北朝时设置的郡。
- 南齐齐武帝时置齐康郡，属广州。下辖乐康县，治所在乐康县（今广东省清远市）。南梁合并入清远郡。
- 南朝齐置齐康郡，属越州。治所在齐康县（今广东徐闻县南）。辖境相当今广东省徐闻县一带。南梁属合州，南陈属南合州，下辖齐康县、摸落县、罗阿县、雷川县。隋文帝开皇九年（589年），隋灭陈后，废齐康郡。属县属合州。
- 南齐在雍州北境、沔水以北置齐乐郡，属雍州。498年，被北魏占据。